# Erhard Auer

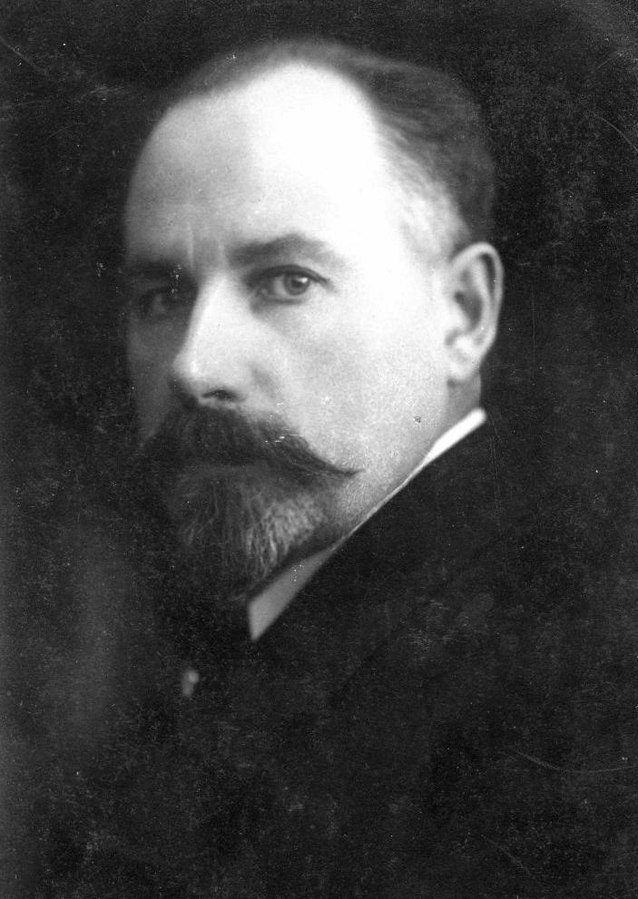
Erhard Auer als bayerischer Innenminister. Postkarte von 1919

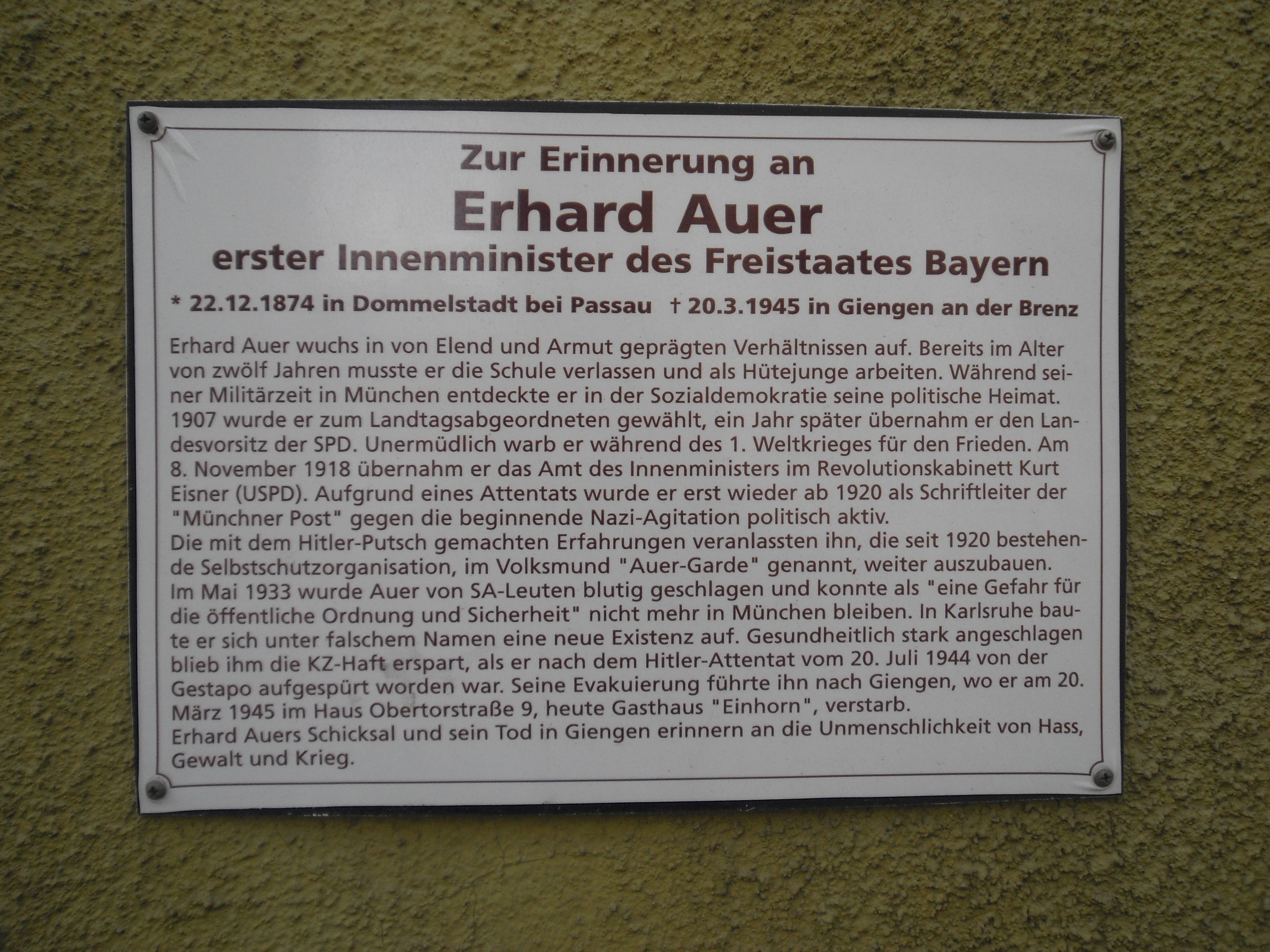
Gedenktafel für Erhard Auer in Giengen an der Brenz, Obertorstraße 9

Erhard Auer (* 22. Dezember 1874 in Dommelstadl, Gemeinde Neuburg am Inn bei Passau; † 20. März 1945 in Giengen an der Brenz, Württemberg) war ein deutscher sozialdemokratischer Politiker. Er war von 1907 bis 1933 Mitglied der bayerischen Abgeordnetenkammer bzw. des Landtages, nach der 
Novemberrevolution 1918 bis Februar 1919 erster Innenminister des Freistaats Bayern und von 1918 bis 1933 SPD-Parteivorsitzender in Bayern.

## Leben und Beruf
Geboren wurde Auer als unehelicher Sohn einer Näherin aus einer bereits sozialdemokratisch geprägten Familie. Mit zwölf Jahren musste er die Schule verlassen und als Landarbeiter arbeiten. Im Alter von 15 Jahren gehörte Auer zu den Mitbegründern einer sofort wieder verbotenen Landarbeiterbewegung. 
Nach seinem Militärdienst gelang ihm ein bemerkenswerter sozialer Aufstieg. Als Bote trat er 1896 in ein Münchener Handelshaus ein und erreichte im Laufe der Zeit durch intensive Weiterbildung eine leitende Stellung. Im Jahr 1900 trat er dann in die Ortskrankenkasse München ein. Diese Stellung gab er 1908 auf Grund seiner zahlreichen politischen Verpflichtungen auf. Im Ersten Weltkrieg war Auer Soldat.

## Partei und parlamentarische Mandate
Ab 1892 war Auer Mitglied der SPD. Von 1900 bis 1921 war er Leiter des neu errichteten Landessekretariats der bayerischen SPD und war damit enger Mitarbeiter des Vorsitzenden Georg von Vollmar. Ab 1907 war Auer Mitglied der Bayerischen Abgeordnetenkammer und von 1919 bis zum Ende der Republik Vizepräsident des Bayerischen Landtages. 1919/20 war er Mitglied der verfassunggebenden Nationalversammlung.

## Auer während der Revolution von 1918/19
Zu Auers Rolle während des Streiks bei Krupp im Januar 1918 schreibt Ernst Toller in Eine Jugend in Deutschland, der „Führer der Rechtssozialisten“ Auer habe die Arbeiter beschwichtigt: „Tagelang währt der Streik, bis sich die rechtssozialistischen Parlamentarier der Führung bemächtigen, sie haben dem Kriegsminister versprochen, den Streik abzuwürgen. Der Streik bricht zusammen. Vorher wird eine Delegation gewählt, sie soll »mit allem Ernst und allem Nachdruck« dem Minister die Forderungen der Streikenden überbringen. Der Führer der Rechtssozialisten Auer beschwichtigt die unzufriedenen Arbeiter, er verbürge sich für die Erfüllung ihrer Forderungen, er werde die Delegation zum Minister führen, keiner, der am Streik teilgenommen habe, würde entlassen, keiner bestraft werden. Vormittags versammeln sich die Streikenden zu einer letzten Kundgebung auf der Theresienwiese, der Zug zieht in die Stadt und löst sich am Karlsplatz auf.“ Kurz darauf wurden die Streikführer, unter ihnen auch Ernst Toller, verhaftet.
Nach dem Rücktritt von Georg von Vollmar wurde Auer zu dessen Nachfolger gewählt. Am 8. November 1918 wählte der provisorische Nationalrat Bayerns eine Revolutionsregierung aus MSPD und USPD mit Kurt Eisner als Ministerpräsident und Erhard Auer als Innenminister.
Auer, der auch der Weimarer Nationalversammlung angehörte, war wie der Großteil der bayerischen MSPD-Führung bestrebt, möglichst schnell eine Koalition mit der Bayerischen Volkspartei und den Liberalen zu schließen, wie dies auf Reichsebene mit der Weimarer Koalition ebenfalls geschehen sollte.
Bei den Landtagswahlen vom 12. Januar 1919 erlitt die USPD eine vernichtende Niederlage und Eisner wollte auf der konstituierenden Sitzung des Landtages am 21. Februar 1919 seinen Rücktritt als Ministerpräsident erklären, wurde aber auf dem Weg zum Landtagsgebäude von dem Grafen Anton von Arco-Valley erschossen. Es kam daraufhin zu Tumulten im Landtag, bei denen Erhard Auer von dem linksradikalen Metzger Alois Lindner von der Tribüne des Landtagssitzungssaales herab mit einer Pistole angeschossen und der Major und Zentrumsabgeordnete Paul Ritter von Jahreiß (Referent im bayerischen Kriegsministerium) getötet wurde. Der konservative Abgeordnete Heinrich Osel starb ebenfalls an einer Schusswunde, die Täterschaft blieb jedoch in diesem Fall ungeklärt.

## Weimarer Republik und Nationalsozialismus
Nach seiner Genesung, operiert wurde er – wie zuvor auch Arco – von Ferdinand Sauerbruch, übernahm Auer den Vorsitz der SPD-Landtagsfraktion. Von 1919 bis 1933 war er Stadtrat in München, von Oktober 1922 bis 1933 Redakteur bei der Münchener Post. In der Mitte der 1920er Jahre setzte sich Auer für eine reformistische Ausrichtung des neuen SPD-Grundsatzprogramms („Heidelberger Programm“) (1925) ein. Er gehörte zu denjenigen Sozialdemokraten, die versuchten, sich dem Nationalsozialismus selbstbewusst entgegenzustellen. Am 17. März 1922 sprach er sich bei einer von Bayerns Innenminister Franz Xaver Schweyer einberufenen Versammlung als einziger Parteivorsitzender im Landtag gegen eine Ausweisung Adolf Hitlers nach Österreich aus. Er begründete dies mit "demokratischen und freiheitlichen Grundsätzen. Als Reaktion auf den Hitlerputsch von 1923 veranlasste Auer die Bildung sozialdemokratischer Selbstschutzbünde, der so genannten Auer-Garden, die später in das „Reichsbanner Schwarz-Rot-Gold“ überführt wurden.
Nach der „Machtergreifung“ durch die NSDAP tauchte Auer zunächst unter und floh nach Innsbruck. Kurze Zeit später kehrte er jedoch nach München zurück. Am 9. Mai 1933 wurde er im Münchener Stadtrat von Nationalsozialisten schwer misshandelt und im Gefängnis München-Stadelheim inhaftiert. Nach seiner Freilassung erhielt Auer für München ein Aufenthaltsverbot und war in der Folge gezwungen, Aufenthaltsort und Anstellung des Öfteren zu wechseln. Im Zusammenhang mit dem Attentat vom 20. Juli 1944 wurde Auer, inzwischen schwer krank, erneut verhaftet, im KZ Dachau inhaftiert und wohl wegen der vorrückenden alliierten Truppen mit einem Krankenwagen nach Giengen verlegt, wo er am 20. März 1945 in der Obertorstraße 9 starb.

## Ehrungen
- In München-Neuhausen ist die Erhard-Auer-Straße nach ihm benannt.
- 1929: Ehrenbürger der Stadt Penzberg für seine Verdienste um die Erhebung Penzbergs zur Stadt